# Arisa Higashino
Arisa Higashino (Iwamizawa, 1 de agosto de 1996) é uma jogadora de badminton japonesa, medalhista olímpica.

## Carreira
Higashino formou-se na Tomioka Senior High School e se juntou à equipe da Unisys em 2015. Nos Jogos Olímpicos de Verão de 2020, em Tóquio, conquistou a medalha de bronze na categoria duplas mistas ao lado de Yuta Watanabe após confronto contra a dupla de Hong Kong Tse Ying Suet e Tang Chun Man. A dupla voltou a conquistar o ouro nos Jogos Olímpicos de Verão de 2024 na mesma disputa.